# Relaciones Imperio otomano-Imperio persa
Las relaciones entre los imperios otomano y persa también conocidas como relaciones otomano-persas se refieren a las relaciones diplomáticas formales entre el Sublime Estado Otomano y el restaurado Imperio persa desde el Imperio safávida, considerado la restauración persa más grande y oficial desde la conquista musulmana de Persia en el siglo VII, así como sus sucesores, el Imperio afsárida y las dinastías Zand y Kayar.
Durante los cambios dinásticos en Persia, las relaciones pueden referirse como relaciones otomano-safávidas, relaciones otomano-afsáridas y relaciones otomano-kayar.
Las relaciones estuvieron fuertemente marcadas por las guerras fronterizas entre ambos estados y por las luchas religiosas debido a la práctica de las ramas del Islam seguidas en cada estado: Sunismo en el Imperio otomano y Chiismo en Persia.
Las relaciones llegaron a su fin en el 1 de noviembre de 1922 debido a la abolición del Sultanato otomano tras la Primera Guerra Mundial. A partir de ese momento, las relaciones diplomáticas de los estados sucesores se conocen como relaciones entre Irán y Turquía.

## Historia de las relaciones

### Otomano-safávidas

Mapa donde se aprecian gross modo las fronteras entre el Imperio otomano (en verde) y la Persia safávida (en rosa).

A comienzos del siglo XVI, durante el reinado del sultán otomano Bayezid II, Ismaíl, jeque de la tariqa Safaviyya, reunifica los territorios persas bajo su control y funda la Dinastía safávida en 1501 nombrándose sahansah de Persia.
Los primeros años, el cambio de control del decadente territorio persa no parece importunar demasiado a los otomanos, hasta que unas campañas de incursión en Anatolia por las fuerzas safávidas lideradas por el propio Ismaíl I remarcan el peligro que un restaurado poder en el Gran Irán puede suponer para la frontera oriental otomana.
En 1511, los safávidas patrocinan una revuelta en Anatolia conocida como rebelión Şahkulu, de seguidores chiitas contra el dominio suní de la región del golfo de Antalya. La rebelión fue detenida con la muerte del líder de los chiitas, Şahkulu.
En 1512, el nuevo sultán otomano Selim I decide responder contundentemente a la labor misionera safávida en Anatolia así como a los qizilbash leales a los persas en la región, ordenando la muerte de hasta 40 000 de ellos, ancianos, niños y mujeres incluidos en Rumelia y Anatolia antes de comenzar la campaña militar que desembocaría en la batalla de Chaldiran de 1514.
Ante el avance del ejército otomano con Selim I a la cabeza, el sahansah Ismaíl I, que actuaba como murshid para aglutinar a seguidores chiitas a sus fuerzas, decidió plantar batalla a las fuerzas otomanas esperando que una victoria terminara de asentar su poder. Sin embargo, el más numeroso y mejor equipado ejército otomano derrotó a las fuerzas safávidas e incluso hirieron personalmente al sahansah, que a punto estuvo de ser capturado. Esta batalla sirvió para comenzar las guerras otomano-persas que durarían en periodos más activos y otros más inactivos hasta la firma de la Paz de Amasya de 1555, 41 años después.
La Paz de Amasya definiría la frontera bilateral de ambos estados y sentaría las bases para unas relaciones diplomáticas en paz que durarían 20 años y mejorarían enormemente la economía safávida, pues la lucha contra los otomanos había supuesto el embargo de estos a su comercio de la Ruta de la Seda toda vez que atravesaba el territorio otomano, punto en el que los comerciantes debían sobornar a las patrullas o eran directamente detenidos.
En 1578, los otomanos iniciaron una guerra de agresión contra los persas para hacerse con el control de Azerbaiyán y la costa sur de Iraq, asegurando así el cierre de las rutas safávidas a los lugares santos del Islam sin pasar por territorio otomano y rompiendo el acuerdo del Cáucaso Norte alcanzado en Amasya.
Tras 22 años de guerra, ambos imperios firmaron el Tratado de Constantinopla de 1590, tras perder los safávidas su capital tradicional de Tabriz, aunque conservaron la región azerí de Ardebil de donde era oriundo Ismaíl I. En el Tratado se incluyó una cláusula que impedía a los persas insultar públicamente a los tres primeros califas.
Aunque el Tratado supuso una ganancia política considerable para los otomanos, permitió al sah persa, Abás I, coronado en 1588, poder centrar su atención en la agresión territorial oriental que le suponían las incursiones uzbecas. Abás trasladó la capital persa de Qazvin a la céntrica y persa Isfahán, se enfrentó a los uzbecos con una nueva caballería pesada formada por cristianos ortodoxos georgianos y apostólicos armenios, así como por descendientes circasianos, todos ellos huidos del control otomano de sus territorios y que supusieron un golpe a la caballería ligera turcomana uzbeca, a diferencia de la euiparable caballería de qizilbash usada hasta entonces por los soberanos persas. Tras derrotar a los uzbekos con la nueva caballería, en 1599 Abás decidió reformar también la infantería de su ejército importando mosquetes y piezas de artillería gracias a Robert Shirley.
Con su nuevo ejército, el sah Abás lanza una campaña de agresión contra los otomanos con un éxito inicial importante, conquistando la fortaleza de Nahavand y la ciudad de Tabriz, antigua capital persa. Además de su mejorado ejército, a Abás le benefició una disputa interna entre jenízaros y cipayos en pleno corazón del Imperio otomano, que también estaba afectado por la guerra Larga contra la Monarquía de los Habsburgo y que ese mismo año vieron fallecer al sultán Mehmed III, siendo sucedido por su hijo menor de edad, Ahmed I.
Tras casi 10 años de guerra, se firma el Tratado de Nasuh Pasha (llamado así en honor al gran visir otomano Nasuh Pasha) en el que se volvían a las fronteras de Amasya de 1555. Entre 1612 y 1615, los persas se concentraron en asegurar su control sobre Georgia, donde los reinos vasallos intentaron independizarse aprovechando la inestabilidad política provocada por las guerras otomano-persas.
En los mismos años, los safávidas no cumplieron la disposición económica del Tratado, dando a los otomanos un casus belli para reiniciar las hostilidades, lo que el gran visir Öküz Mehmed Pasha quiso aprovechar para retraer a los otomanos de la humillante derrota del Tratado de su predecesor.
Aunque la campaña otomana se esperaba para 1615, el gran visir la retrasó a 1616, lo que dio a los safávidas tiempo para terminar de pacificar Georgia y prepararse para la invasión. En abril de 1616, el ejército otomano marchó para asediar Ereván, campaña que los safávidas permitieron enfrentando a pequeñas fuerzas bien pertrechadas y atacando las rutas de suministros y provisiones, lo que provocó finalmente el levantamiento del asedio infructuoso. A su vuelta al Imperio otomano, fueron informados de los ataques de los tártaros de Crimea en el Norte y la temprana muerte del sultán, que provocó una tormenta política que retrasó otro año la continuidad de la campaña. Para 1617, los otomanos esperaban atacar por Azerbaiyán y tomar Tabriz, que esperaban usar como moneda de cambio para asegurar la renuncia persa a territorios más septentrionales del Cáucaso. El sah Abás, enterado de ello, tendió una trampa a la fuerza otomana, calculada en unos 100 000 soldados: Permitió que tomasen Tabriz sin mucha resistencia y, cuando llegó la carta del gran visir exigiendo la devolución del territorio a las fronteras previas a 1603, respondió haciendo ver que antes quemaría Ardebil y se retiraría tras la tierra quemada que aceptar los términos.
Ante el envite, el gran visir mordió el anzuelo y ordenó marchar rápidamente a Ardebil, sin sospechar que mientras su ejército estaba en marcha, el ejército de 40 000 soldados de Abás se encontraba desplegado en orden de batalla tras una encrucijada del camino, tomando por sorpresa a las fuerzas otomanas a las que derrotaron en la Batalla de Sufiyan o Sufian del 10 de septiembre de 1618, en la que se calcula que los persas mataron a «1 de cada 5» otomanos.
Aún con la derrota y los numerosos gobernantes otomanos muertos (beylerbeys de Rumelia, Diyarbekir y Van), el nuevo gran visir se dispuso a continuar la campaña y cuando se presentó con un renovado ejército otomano en Ardebil, los persas aceptaron negociar, llegando a un acuerdo parecido al Tratado de Nasuh Pasha de 1612 con algunas modificaciones menores de la línea fronteriza y con una rebaja de las reparaciones de guerra de 200 a 100 cargas de seda.
Tras la guerra, el comercio de la Ruta de la Seda nuevamente se pudo beneficiar, además de convertir la salida persa al Golfo Pérsico en puerto franco para estados enemigos de los otomanos: Monarquía Hispánica, el Sacro Imperio, Francia e Inglaterra, que gozaron de privilegios especiales que aumentaron el comercio safávida, lo que les dio el respaldo económico para hacer frente a las invasiones mogolas bajo el emperador mogol Jahangir.
En 1622, una vez neutralizada la amenaza oriental de los mogoles, el sah volvió a poner su atención sobre el Imperio otomano y los territorios persas perdidos en la primera mitad del siglo XVI. Viendo las revueltas internas que sufrían los otomanos (la ciudad de Bagdad funcionaba de manera independiente bajo el liderazgo del jenízaro subashi Bakr y el beylerbey de Erzurum se había revelado contra el gobierno de Constantinopla. Bakr pidió reconocimietno a la Sublime Puerta que, lejos de reconocerlo, ordenó al beylerbey de Diyarbekir intervenir, por lo que el jenízaro buscó apoyo en el extranjero, en los persas de Abás, que organizó un ejército nutrido de ghulam (la versión persa de los jenízaros) y tomó Bagdad, iniciando la última guerra otomano-safávida.
Tras el primer éxito, los persas intentaron hacerse rápidamente con el control de toda Mesopotamia, teniendo un gran éxito debido a que el golpe moral de perder la emblemática ciudad de Bagdad provocó deserciones y renuncias de tribus aliadas de los otomanos en la zona. No fue hasta 1625 que el entonces Gran visir, Hafiz Ahmed Bajá, lideró un gran ejército con el que pacificar las provincias orientales y hacer frente a los safávidas. A pesar de la política de tierra quemada del sah en Mesopotamia, el visir pudo poner bajo asedio Bagdad en noviembre de 1625. Sin embargo, al fallar la toma inicial, el propio Abás I dirigió un ejército de socorro que llegó para fortalecer a la guarnición persa e hizo retirarse a los otomanos a su campamento fortificado. Al contar con suficientes tropas, el sah ordenó atacar e interceptar los suministros que llegaban a la fuerza sitiadora del visir, lo que obligó a los otomanos a plantar cara directamente a los persas según sus términos, teniendo una gran perdida de soldados que provocó que el 4 de julio de 1626 debieran levantar el sitio.
Los otomanos, tras asegurar una paz en su frente europeo (los Habsburgo estaban inmersos en la guerra de los Treinta Años y habían empezado a afectarse por la Crisis del siglo XVII debido a la inflación de 1619 a 1623 que sacudió el Sacro Imperio), organizaron una nueva campaña contra los persas en 1629, esta vez bajo el liderazgo de un nuevo Bajá, Gazi Hüsrev Bajá. La climatología obligó a la fuerza otomana a atacar por el Norte en vez de atravesar Iraq, lo que fue un acierto al desorganizar las fuerzas persas bajo el liderazgo del nuevo sah, Safi I, menos capaz que el anterior. La campaña otomano tuvo un éxito destacable, asolando zonas del Kurdistán persa y de Iraq, pero no fue capaz de retomar Bagdad, debiendo retirarse en el otoño de 1630 debido a ello. Los persas, capaces de restablecer el control ante la retirada otomana, debieron desviar sus ejércitos septentrionales bajo el liderazgo de Rustam para neutralizar la rebelión georgiana dirigida por Teimuraz, un caudillo georgiano convertido al Islam y respaldado por la Sublime Puerta que intentó unificar e independizar Georgia.
A partir de entonces, cada bando realizó incursiones sobre el otro con mayores o menores resultados. Al comienzo, los otomanos se negaron a firmar ningún acuerdo, rechazando los enviados persas en 1633. En 1635, el sultán Murad IV decidió emular a sus predecesores y ponerse al frente de un gran ejército que diese un fin definitivo a la agresión persa. LA campaña estival fue un éxito en el que los otomanos tomaron Ereván y Tabriz, volviendo Murad IV triunfante a Constantinopla. Sin embargo, en la primavera de 1636 los safávidas retomaron las ciudades, tras lo que mandaron delegaciones de paz que nuevamente serían rechazadas. En 1638, Murad IV dirigió otro ejército que buscó tomar Bagdad, sitiándola durante 39 días y tomándola en diciembre de 1638 tras 14 años de control persa. Esto permitió restablecer el control otomano directo sobre Iraq y desbloqueo las negociaciones de paz.
El 17 de mayo de 1639 se firmó el Tratado de Zuhab entre ambas partes. Este nuevo tratado vino a confirmar la Paz de Amasya, firmada 84 años antes. Las fronteras, casi idénticas a las de Amasya fueron confirmadas, perdiendo definitivamente los persas su control sobre Mesopotamia, pero asegurando la división del Cáucaso y el reconocimiento del mismo por parte de los otomanos. Este nuevo tratado de paz supondría 150 años de paz entre ambos estados y sería el último conflicto que enfrentaría a los otomanos con la Persia safávida.
Con esta nueva paz duradera, no empezó un siglo dorado para ambos estados, para los otomanos fue la profundización del Sultanato de las mujeres tras el golpe político de Kösem Sultan mientras que para los persas empezó un periodo que los historiadores consideran el inicio del declive safávida, con los nuevos sahs dedicándose al gasto desmedido en un país en que el que el comercio disminuía debido a la popularización de las rutas marítimas y el surgimiento de rutas terrestres más septentrionales gracias a la victoria del Zarato ruso sobre la Horda de Oro.
Poco después, con el reinicio de las hostilidades otomanas en Europa y el comienzo de la Guerra de Candía y lo que acabaría siendo la Gran Guerra Turca, las monarquías europeas tantearon al sah Abbás II de Persia, conocido por su tolerancia a los cristianos caucásicos, deseando emular la petición del sah Ismaíl I al emperador Carlos I de España y V del Sacro Imperio Romano Germánico para unir los ejércitos contra los otomanos en 1523; pero Abbás II, demasiado ocupado con su frontera oriental y septentrional, rechazó que Persia se uniera a una coalición contra los otomanos.
En los siglos XVI y XVII, el comercio entre los otomanos y los safávidas fue creciente. Los otomanos adquirían sedas y piedras preciosas a los persas y exportaban a estos metales preciosos que en muchas ocasiones habían llegado a Anatolia desde América gracias al comercio con España y Francia.

### Otomano-afsáridas
Con el comienzo de la década de 1720, Persia oriental fue invadida por la tribu afgana de los ghilzai, que llegaron a tomar Isfahán, la capital del decadente Imperio safávida. Mir Mahmud, líder pastún de Kandahar, otrora dominio persa y desde el comienzo del siglo en poder de los hotaki, se autoproclamó sah en octubre de 1722 derrocando a Husséin II, aunque no fue reconocido por la mayoría de las beglarbegis (provincias). El pretendiente leigitmista Tahmasp II huyó al vilayato de Azerbaiyán, teniendo apoyo del kan de la beglarbegi, así como los kanes de Ereván (Armenia oriental), Shirván y Astarabad.
Thamasp II debió hacer frente a la Campaña Pérsica de Pedro el Grande, lanzada por el zar ruso en auxilio de los reinos georgianos, que vieron en la inestabilidad persa el momento de independizarse y buscar la influencia del Imperio ruso para protegerse de la expansión otomana. El sah firmó acuerdos con los rusos prometiendo la cesión de ifnluencia sobre la zona cristiana del Cáucaso para poder concentrarse en retomar el poder en Persia. Cuando comenzaba a reunir tropas, los otomanos iniciaron la invasión de Persia occidental en 1723, aprovechando también la debilidad de la autoridad persa. Ejemplo de este reparto es el Tratado de Constantinopla de 1724.
El 22 de abril de 1725, Mir Mahmud fue sucedido por su primo Ashraf Kan, liberado de la prisión por funcionarios hotaki, que comenzaron a perder la confianza en Mahmud después de que éste no consiguiese imponer su mando sobre la mayor parte de provincias persas. Sabedor de su nulo control sobre las provincias occidentales y tras la victoria afsárida sobre los otomanos en Jorramabad, Ashraf, en su calidad de sah (sucesor del autoproclamado Mafmud) firmó con los otomanos el Tratado de Hamadán por el que las beglarbegis occidentales pasaban a ser otomanas, y estos reconocían a Ashraf, musulmán suní afgano, como el legítimo sah de toda Persia.
En 1729, Nader Sah, un afsárida al servicio de Tahmasp II y kan de éste, derrotó a las fuerzas de Ashraf en la batalla de Damghan, expulsando a los afsáridas al oriente persa. Durante la retirada, el propio Ahraf fue asesinado por tropas baluchíes del velayato baluchí, leal a Tahmasp II.
Tras restituirse como sah verdadero, Tahmasp II lanzó una campaña contra los otomanos para recuperar Persia occidental, con un buen comienzo de las tropas bajo el liderazgo de Nader Sah, la campaña hubo de detenerse para neutralizar la amenaza oriental de la tribu afgana de los durrani. Tras constatar la poca fiabilidad del sah al frente del ejército, Nader Sah, verdadero gobernante de aquel tiempo, obligó al sah a abdicar en la figura de su hijo, Abbás III, de tan sólo 8 meses de edad. Tras ello y siendo el regente (oficialmente virrey), Nader Sah comenzó una campaña en la que esperaba tomar Armenia, Georgia y la ciudad de Bagdad, que estaba dispuesto a ceder para firmar el reconocimiento del control sobre las regiones caucásicas. Con el mismo movimiento, esperaba hacer un alarde ante los rusos para asegurar la retirada de éstos del Cáucaso persa, consiguiéndolo con el Tratado de Resht de 1732. Tras tomar Armenia y Bagdad, en la marcha hacia Bagdad, fue derrotado por las fuerzas de Topal Osman Pasha en 1733. Tras ello, decidió no retirarse del todo y solicitar refuerzos para mantener la iniciativa de la campaña, volviéndose a enfrentar el mismo año a los otomanos de Topal Osman en la batalla de Kirkuk, donde les derrotó y dio muerte al antiguo Gran visir otomano.
En 1735, Nader Sah firma con Serguéi Golitsyn el Tratado de Ganyá que significará el inicio de la guerra ruso-turca, abriendo el frente europeo a los otomanos. La estrategia se demostró fructífera al no poder los otomanos mantener los dos frente, por lo que iniciaron las negociaciones que desembocarían en el Tratado de Constantinopla de 1736 por el que se volvía las fronteras de 1722 (siendo éstas a su vez las de 1639 que se basaban en las de 1555), el tratado también estipuló el reconocimiento de Nader como nuevo sah de Persia.
La hostilidad entre ambos estados y la profundización de la crisis otomana debido a las guerras y sucesivas pérdidas territoriales disminuyó los intercambios entre los países, quedando un comercio testimonial y una hostilidad mayor en el ámbito religioso, al haber apoyado los otomanos a los usurpadores afganos al ser estos suníes, en contraposición con el chiismo imperante en el resto de las poblaciones iranias.
Durante la campaña de Nader Sah en la India, los rumores de su muerte provocaron una intriga palaciega en la que Reza Qoli Mirza, hijo de Nader, ordenó a Mohammed Huseín Jan Kayar ejecutar a la familia real safávida, dando un fin definitivo a la dinastía safávida que en las últimas décadas había tenido un control poco directo de la corona persa y desde 1736 no eran reconocidos como sahs.
Durante los siguientes años, los sahs proclamados sucesores de Nader y los autoproclamados sahs de la Dinastía Zand se repartieron el poder de una Persia dividida que perdió su influencia en las zonas septentrionales. Ninguna de las dos dinastías tuvo un acercamiento a los otomanos, considerándolos un enemigo claro de los intereses persas.

### Otomano-kayar
En 1789, Muhammad Kan, jefe de los qoyunlu de la tribu kayar que había sido ordenado castrar por Adel Sah Afshar para evitar que se convirtiera en un rival político de los afsáridas, se tituló sah tras sus éxitos contra los Zand. Fue coronado oficialmente en 1794 tras reconquistar para la autoridad del trono del Pavo real la beglarbegi de Shiraz y el sur de Azerbaiyán. En su coronación, se nombró sahansah.
En 1797 el sah sería asesinado en su tienda de campaña durante la campaña contra el Kanato de Karabaj. Fue sucedido por Fath Alí Sah, el primer gobernante persa en llegar a un territorio unificado en prácticamente todo el siglo XVIII. El reinado de Fath Alí vio el resurgimiento de las artes persas, volviendo a ocupar un puesto privilegiado de las cortes musulmanas por patrocinio personal del sah. Los conflictos fronterizos con el Imperio ruso hicieron acercar posiciones con los otomanos, incluso tanteando una posible ayuda mutua durante las guerras ruso-persa y ruso-turca que se solaparon en 1828, pero la llegada de un destacamento ruso al lago Urmía asustó al sah, que ordenó firmar la paz cuanto antes.
Durante el resto del siglo XIX, los cada vez menos influyentes imperios persa y otomano palidecieron las sucesivas pérdidas territoriales, dadas en muchas ocasiones en territorios ricos o de buena producción, provocando ua disminución considerable de las capacidades de los Estados. En el caso persa, la capacidad fue tan pobre que provocó una hambruna entre 1870 y 1871 que se calcula que fue tan severa que mató hasta a un 10 % de la población. En el caso otomano, se comenzó la época de Tanzimat, en la que la Sublime Puerta quiso volver al tiempo de la Pax Ottomana que, si bien reformó el Estado a un país más moderno, la siguiente derrota contra el Imperio ruso en la década de 1870 sumió al país en una nueva crisis acuciada por una gran perdida territorial en Europa (Bulgaria) que se sumó a otros territorios que salieron del dominio otomano en ese siglo como Grecia.
Hacia finales de siglo, las revoluciones democráticas (revolución constitucional en Persia y la Constitución otomana de 1876 que convertía el imperio en una monarquía constitucional) mejoraron la estructura societaria para los pequeños empresarios que pudieron beneficiarse del auge del ferrocarril para los intercambios transfronterizos, si bien las autoridades de ambos estados tenían una balanza comercial completamente deficitaria con la banca europea, muestra de ello es la creación de la Administración de la Deuda Pública Otomana en diciembre de 1881 o las deudas cada vez más crecientes de la casa real persa.
Continuando el comienzo del siglo XX con los mismos problemas y revoluciones internas, con el estallido de la Primera Guerra Mundial, el Imperio otomano formó parte de las Potencias Centrales mientras que el Imperio kayar se mantuvo al margen del conflicto todo lo que pudo, aunque no le impidió verse afectado por la Campaña de Persia del Frente del Oriente Próximo que además provocó una terrible hambruna al destinarse mucha de su pobre producción agraria a la venta a tropas británicas y rusas.
Tras el Armisticio de Compiègne y los sucesivos tratados derrotistas para las Potencias Centrales, el parlamento del Imperio otomano abolió el Sultanato otomano, finalizando el Imperio y creando la República de Turquía, reconocida internacionalmente por el Tratado de Lausana del 24 de julio de 1923. Tres años después, Turquía y Persia firmarán el Tratado de Amistad turco-persa en Teherán el 22 de abril de 1926, y el 23 de enero de 1932 firmaron el tratado de delimitación de fronteras, marcándose en los territorios entonces poseídos por Persia y Turquía prácticamente en el mismo punto que delimitaron persas y otomanos tras la batalla de Chaldiran de 1514. Todos estos intercambios diplomáticos se consideran ya parte de las relaciones entre Irán y Turquía.